# Bloem (keuken)
Bloem is een fijngemalen, gezeefd meel van granen, waaruit de buitenste schilletjes, de zemelen en de kiemen van het graan verwijderd zijn.
Door deze bereidingswijze heeft bloem een witte kleur.
Vroeger werd door sommige korenmolens, zoals de vroeger in Delft staande molen Het Fortuyn, extra witte bloem geproduceerd voor een hogere prijs. Hiervoor werden van de tarwekorrels eerst door pelstenen de buitenkant van de korrel weggeraspt, waarna ze op een maalkoppel tot meel werden vermalen. Ook werden soms voor het malen de korrels geborsteld met een borstelmachine voor het verwijderen van zand en stof uit de groeve van de korrel, zoals op de molens De Korenmolen en De Hoop.

## Soorten bloem
Er bestaan onder meer de volgende soorten bloem (zie ook onderstaande tabel):
- tarwebloem is bloem gemaakt van tarwe, door volkoren tarwemeel te zeven. Bijproducten zijn gries en zemelen. Hiermee kunnen ook te bakken producten worden ingesmeerd om ze een bruin korstje te geven.
- patentbloem is ook bloem gemaakt van het binnenste van het meellichaam van tarwe, maar fijner gemalen en gezeefd dan tarwebloem.
- 00-bloem of 'doppio zero-bloem' is de Italiaanse benaming van fijngemalen tarwebloem, vergelijkbaar met patentbloem.
- Zeeuwse bloem is bloem van tarwe die is geteeld in een zeeklimaat en minder eiwitgehalte heeft
- roggebloem is bloem van rogge
- speltbloem is bloem van spelt
- boekweitbloem wordt meestal verkocht als boekweitmeel en is gepelde en daarna fijngemalen boekweit
- rijstebloem is fijn gemalen rijst. Het is verkrijgbaar in natuurvoedingswinkels maar kan ook thuis worden gemaakt door rijst te bakken en te malen in een blender of koffiemolen.
- maïsbloem is gemaakt van maïs.

| -                                       | 0000 (alleen Spanje)                         | -    | tipo 0000                        | -        |
| -                                       | -                                            | -    | tipo 000                         | -        |
| tarwe patentbloem                       | T45 (farine à pâtisserie of fleur de farine) | 405  | tipo 00                          | Spezial  |
| tarwebloem                              | T55 (farine blanche)                         | 550  | tipo 0                           | Weiß     |
| zeer sterk gebuild tarwemeel met kiemen | T65 (farine de tradition française)          | -    | -                                | Halbweiß |
| sterk gebuild tarwemeel                 | T70 (farine de tradition québécoise)         | -    | -                                | -        |
| normaal gebuild tarwemeel               | T80 (farine bise of semi-complète)           | 812  | tipo 1                           | -        |
| matig gebuild tarwemeel                 | T110 (farine complète)                       | 1050 | tipo 2                           | Ruch     |
| licht gebuild tarwemeel                 | T150 (farine intégrale)                      | 1600 | Farina integrale di grano tenero | Vollkorn |